# Pozycja depresyjna
Pozycja depresyjna – w teorii relacji z obiektem  wg Melanie Klein, drugi z dwóch sposobów organizacji przeżyć przez niemowlęta, trwający od ok. 4–6. miesiąca życia dziecka. W tym czasie dziecko zaczyna postrzegać obiekt (matkę) jako całościowy (zarówno dobry – zaspokajający, jak i zły – frustrujący). Ponadto dziecko zaczyna zauważać, że obiekt jest odrębny od niego samego, w związku z tym lęki, które dominują w tym okresie dotyczą losu dobrego obiektu (w przeciwieństwie do pozycji schizo-paranoidalnej w której lęki dotyczą zagrożenia siebie).